# 梅村街道
31°32′42″N 120°25′34″E / 31.54494°N 120.42601°E
梅村街道（原名梅里）是中华人民共和国江苏省无锡市新吴区下辖的街道办事处。
位於中國長江下游太湖流域，江蘇省無錫市境內。為吳文化的發源地。鎮上有泰伯廟等文物古蹟。梅村東鴻山鎮，鴻山上有泰伯墓。

## 行政区划
梅村街道下辖以下地区：
梅村镇社区、梅村社区、荆心社区、繁荣社区、茅塘桥社区、新宅社区、梅北社区、新南社区、新北社区、南石园社区、协丰社区、东元社区、张公桥社区、群力社区、永新社区、梅新社区、梅荆花苑第一社区、梅荆花苑第二社区、泰伯花苑第一社区、泰伯花苑第二社区、泰伯花苑第三社区、香梅第一社区、梅荆花苑第三社区、香梅第二社区和梅村工业集中区。

## 教育
梅村街道有國家級示範高中——江蘇省梅村高級中學。